# Vicente Barrera Simó
Vicente Barrera Simó (València, 29 de juliol de 1968) és un empresari, polític i ex-torero valencià. Ha estat vicepresident primer i conseller de Cultura i Esport del Consell de la Generalitat Valenciana pel partit ultradretà Vox al govern del president Carlos Mazón (Partit Popular) entre 2023 i 2024.

## Biografia
Llicenciat en dret, el 1994 pren l'alternativa com a torero, un ofici que li venia pel seu avi patern: Vicente Barrera i Cambra. Aconsegueix gran renom en el món de la tauromàquia amb una mitjana de 70 corregudes de bous per temporada. El 2011 es retira de l'activitat i es centra en els negocis empresarials.
El 2018 comença a militar al partit ultradretà Vox i esdevé responsable del partit de l'àrea territorial d'Ontinyent (la Vall d'Albaida) i després de les eleccions a les Corts Valencianes de 2023 entra a formar part del govern de la Generalitat Valenciana després del pacte del seu partit amb el Partit Popular (PP) de Carlos Mazón.

### Vicepresident primer i Conseller de Cultura i Esport
El juliol de 2023 Vicente Barrera és nomenat màxim representant de Vox al nou govern de la Generalitat després que el líder regional del partit Carlos Flores es retirara quan es fa públic el seu passat com a assetjador sexual. Barrera, que ja havia participat en les negociacions per a la formació de govern, assumeix la vicepresidència primera del Consell i la conselleria de Cultura i Esport de la Generalitat Valenciana.
L'acció de govern de Vicente Barrera ha estat marcada pels escàndols de tot tipus. Els primers mesos va incórrer en incompatibilitat com a càrrec públic i administrador de fins a set empreses.
Els actes de censura també han estat una constant com a conseller. En paraules del propi Vicente Barrera, el govern del qual ell formava part no donaria suport "a artistes o a col·lectius que fomenten el que ens divideix com a valencians i que no és legal perquè no és en el marc estatutari, i és la idea del País Valencià, que significa Països Catalans". Això va suposar que entitats com la Fundació Full pel Llibre i la Lectura, l'Espai Joan Fuster de Sueca, la Fundació Bromera, la càtedra Vicent Andrés Estellés o la Federació d’Instituts d’Estudis del País Valencià veren reduïdes o directament eliminades les subvencions amb què contaven.
Diverses institucions públiques dependents del departament de Cultura es varen vore envoltades de polèmiques com la destitució fulminant de José Luis Pérez Pont, gerent del Centre del Carme Cultura Contemporània que havia aconseguit un gran èxit en la seua gestió i havia situat l'espai cultural com a centre de referència a la ciutat de València i arreu del País; o la forçosa dimissió de la responsable de l'Institut Valencià d'Art Modern (IVAM) Nuria Enguita després que fóra acusada d'haver sigut triada pel càrrec de forma fraudulenta, extrem que va ser descartat per la justícia.
Per altra banda, el conseller Barrera va signar un conveni de col·laboració amb la Fundació Toro de Lídia, amb seu a Madrid, per un valor de 300.000 € amb el que es va promoure el primer Circuit Valencià de Jonegades, un programa que constava de 6 espectacles taurins a diverses places de bous del País Valencià.
El juliol de 2024, menys d'un any després de ser nomenat, Carlos Mazón destitueix del càrrec a Barrera i els altres dos consellers de Vox al govern valencià després que el líder espanyol de Vox Santiago Abascal decidira trencar els acord de govern amb el PP a tota Espanya arran de la polèmica generada per l'acollida de menors migrants a les comunitats autònomes.